# Каролево (Пільський повіт)
Каролево (пол. Karolewo) — село в Польщі, у гміні Вижиськ Пільського повіту Великопольського воєводства.
Населення — 112 осіб (2011).
У 1975-1998 роках село належало до Пільського воєводства.

## Демографія
Демографічна структура станом на 31 березня 2011 року:
|          | Загалом | Допрацездатний вік | Працездатний вік | Постпрацездатний вік |
| -------- | ------- | ------------------ | ---------------- | -------------------- |
| Чоловіки | 58      | 18                 | 38               | 2                    |
| Жінки    | 54      | 14                 | 32               | 8                    |
| Разом    | 112     | 32                 | 70               | 10                   |